# Transdryininae
Transdryininae es una subfamilia de insectos de la familia Dryinidae.

## Géneros
- Transdryinus Olmi 1984
- Transgonatopus Olmi 1991